# Chemins de fer royaux hanovriens
Les chemins de fer royaux hanovriens existent de 1843 jusqu'à ce que le royaume de Hanovre soit incorporé au royaume de Prusse en 1866, à la suite de la Guerre austro-prussienne .
En 1866, le réseau ferroviaire, qui s'étend sur 800 kilomètres, passe à l'État prussien.

## Histoire, phases de construction et tronçons
Depuis 1835, le gouvernement de Hanovre a des questions sur les futures opérations ferroviaires dans le royaume traitées par le quartier-maître général Pratt, mais il répond avec hésitation à toutes les demandes. En 1837, le livre Beitrag und nähere Beurteilung einer Eisenbahn-Anlage in der Richtung von Hannover–Celle–Harburg de Georg Ferdinand Glünder est publié à Hanovre. Le 13 novembre 1837, le duché de Brunswick conclut un traité d'État visant à étendre la ligne Brunswick-Wolfenbüttel à travers le territoire d'Hanovre jusqu'à Harzburg. Ce n'est qu'en 1838-1840 que l'idée ferroviaire se développe jusqu'à ce qu'un chemin de fer transversal soit sérieusement conçu pour prolonger les lignes de Brunswick jusqu'à Hildesheim et Celle - à cet effet, un point de passage est trouvé près du village de Lehrte. Des traités d'État sont conclus le 22 février 1841 et le 22 août 1842. Vers 1840, le royaume de Prusse souhaite une liaison ferroviaire entre Berlin ou Magdebourg et ses provinces de Rhénanie et de Westphalie, qui pourrait être réalisée via les régions de Brunswick et d'Hanovre. En 1841/1842, des traités d'État correspondants sont conclus, dans lesquels Hanovre et Brunswick soient construire eux-mêmes leurs propres lignes ou charger la Prusse de construire un tel chemin de fer en tant que chemin de fer privé.
la construction d'En 1842, une commission ferroviaire est fondée pour réaliser la liaison de Lehrte à Minden en tant que chemin de fer d'État hanovrien. Le 13 mars 1843, celle-ci est remplacée par la nouvelle direction des chemins de fer dans la ville résidentielle de Hanovre . Le 22 octobre 1843, le premier voyage en train du royaume part du terminus provisoire de la porte de Stein à Hanovre en direction de Lehrte. En 1866, le royaume de Hanovre devient prussien et l'administration ferroviaire de Hanovre devient une direction des chemins de fer prussiens à Hanovre

### Ligne en croix
Le terme « Ligne en croix » est né de la volonté du roi Ernest-Auguste Ier d'empêcher une gare centrale à Hanovre. Les itinéraires se sont donc regroupés en forme de croix à Lehrte. Cela permet à un important carrefour ferroviaire de s'y développer.
Le gouvernement du royaume de Hanovre prend initialement pris en charge la construction des chemins de fer d'État car aucun donateur privé ne peut être trouvé pour les lignes ferroviaires initialement prévues de Hanovre via Lehrte à Peine (de) à la frontière avec le duché de Brunswick, de Lehrte à Celle et de Lehrte à Hildesheim (de).
La première ligne de 16 kilomètres d'Hanovre à Lehrte via Misburg est ouverte le 22 octobre 1843. La continuation en direction de Brunswick suit le 1er décembre 1843 jusqu'à la frontière du Land près de Peine ; là, les chemins de fer d'État ducaux brunswickois (de) se raccorde le 19 mai 1844, auquel appartient presque un tiers des 60 kilomètres de liaison entre les deux villes de résidence. Le 15 octobre 1845, Lehrte-Celle suit et le 12 juin 1846, Lehrte-Hildesheim.
À partir de cette ligne croisée, les autres lignes suivantes sont construites sous la direction des chemins de fer royaux hanovriens, créé le 13 mars 1843 :
La ligne ferroviaire Lehrte-Celle est prolongée via Uelzen et Lunebourg jusqu'à Harbourg et est inaugurée le 1er mai 1847 sur une seule voie. La deuxième voie est posée par tronçons au cours des années 1850 et 1860. Après l'achèvement des ponts sur l'Elbe d'Hambourg (de) en 1872, la gare de Venlo sur le Grasbrook (de) à Hambourg est accessible via la ligne ferroviaire Wanne-Eickel-Hambourg.
Le 15 octobre 1847, la ligne de Hanovre à Minden suit en octobre 1847, se connectant à la ligne principale de la Compagnie des chemins de fer de Cologne-Minden.

### Ligne de Brême

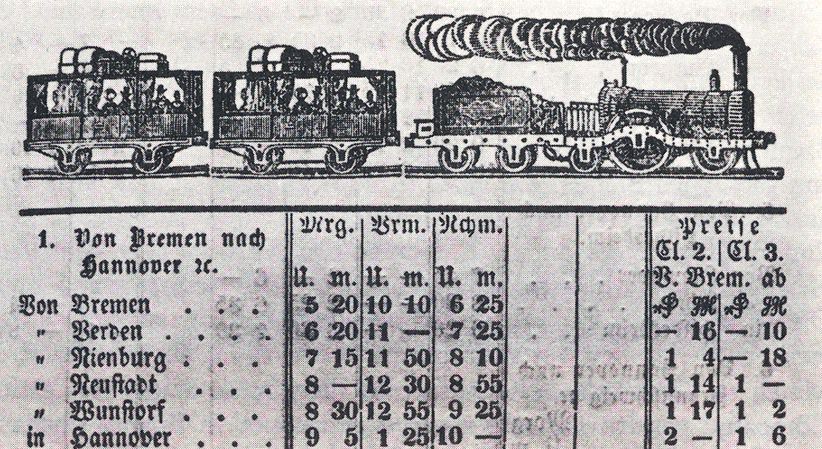
Horaires de la liaison ferroviaire de Brême à Hanovre à partir de 1854

Contrairement aux souhaits prussiens, la ligne ferroviaire vers Brême, financée conjointement avec l'État de Brême, n'est pas construite directement depuis Minden, mais depuis Wunstorf à Hanovre. La ligne Wunstorf-Brême est inaugurée le 12 décembre 1847. Les événements politiques de 1848/49 (Révolution de Mars) retardent la poursuite de l'expansion du réseau ferroviaire du royaume de Hanovre.

### Ligne du sud hanovien
- 1er mai 1853 : Hanovre-Alfeld
- 15 septembre 1853 : liaison Nordstemmen-Hildesheim
- 31 juillet 1854 : Extension Alfeld-Kreiensen-Göttingen
- 8 mai 1856 : Göttingen-Hannoversch Münden (rampe de Dransfeld (de))
- 23 septembre 1856 : Hannoversch Münden-Cassel

L'architecte et ingénieur Rudolph Berg (de) participe à la planification de la construction à partir de 1847

### Ligne de l'Ouest hanovrien
Le projet convenu conjointement avec la Prusse pour un chemin de fer de Löhne sur la voie ferrée Cologne-Minden via Osnabrück jusqu'à Emden n'est réalisé qu'après de longues négociations sur le tracé de l'itinéraire et une connexion au réseau ferroviaire néerlandais.
Finalement, un accord est conclu sur l'itinéraire actuel de Löhne via Osnabrück jusqu'au Rheine prussien, qui reçoit en même temps une connexion de Münster par la Compagnie des chemins de fer royaux de Westphalie, et de là via Salzbergen jusqu'à Leer et Emden. La connexion au réseau ferroviaire néerlandais se fait de Salzbergen à Hanovre via Bentheim jusqu'à Oldenzaal. Le 24 novembre 1854, la première section Emden-Papenbourg est achevée.
- 21 novembre 1855 : ouverture de Löhne-Osnabrück
- 19/20 juin 1856 : itinéraire complet via Rheine jusqu'à Emden
- 18 novembre 1865 : Salzbergen-Oldenzaal

### Ligne Brême-Bremerhaven
Le 23 janvier 1862, la ligne de Brême est à nouveau prolongée jusqu'à Geestemünde/Wesermünde (aujourd'hui Bremerhaven) avec Brême.

### Ligne de l'Elbe
Le 15 mars 1864, après de longues négociations, la ligne Lunebourg-Hohnstorf sur l'Elbe est finalement construite, et en même temps est créée la ligne Lauenbourg-Hohnstorf (de), qui établit une connexion (de) avec la ligne Lauenbourg-Büchen de la ligne Berlin-Hambourg de l'autre côté de l'Elbe.

### Harz
La ligne Vienenburg-Goslar (de) appartient également au chemin de fer d'État hanovrien, mais est exploitée par le chemin de fer ducal brunswickois. Les lignes Göttingen-Arenshausen (de) et Northeim-Ellrich (de) ne sont achevées qu'après le transfert du chemin de fer d'État hanovien à la Prusse après la guerre austro-prussienne.

## Ateliers
Le premier atelier des chemins de fer d'État hanovriens, destiné à effectuer les travaux de réparation et d'atelier des locomotives et des wagons sur la ligne ferroviaire Berlin-Magdebourg-Hanovre-Minden-Cologne, en construction, a été fondé le 1er juin 1842 sur le Schiffgraben (de) à Hanovre, mais lors de la construction de la gare centrale de Hanovre (aujourd'hui gare principale de Hanovre) sur son côté nord, sur l'actuelle Raschplatz (de).

## Transfert des chemins de fer d'État vers la Prusse

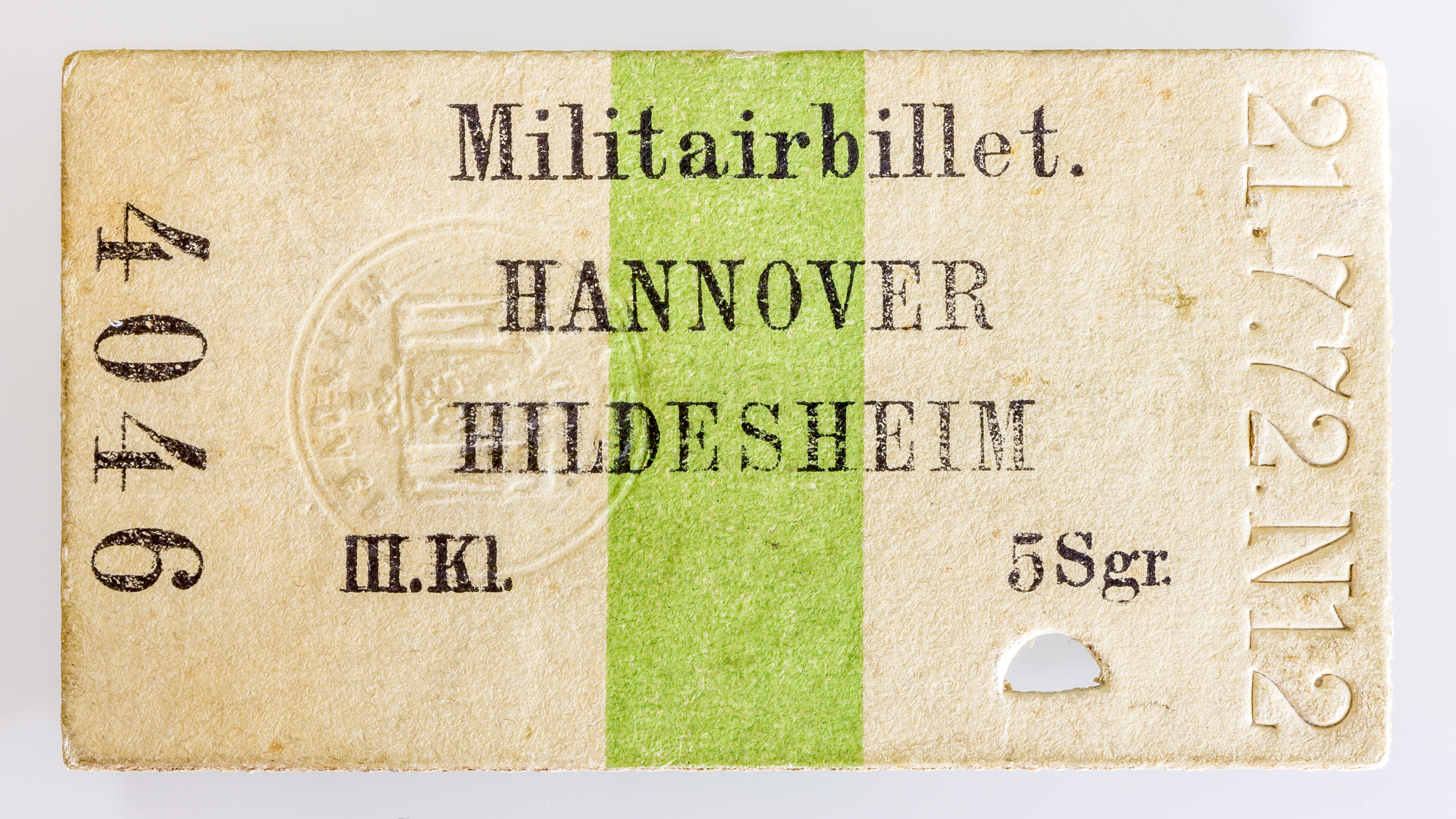
Billet militaire de 3e classe 1872 de Hanovre à Hildesheim au tarif réduit de 5 Sgr., déjà en monnaie prussienne.

À partir du 15 décembre 1866, l'ancien chemin de fer hanovrien est incorporé aux chemins de fer prussiens et administré par la direction impériale des chemins de fer d'Hanovre, rebaptisée aujourd'hui. Cela signifie également qu'en plus des trois classes de voitures précédentes, une quatrième classe est ajoutée, basée sur le modèle prussien. La classe des voitures est introduite, qui s'applique à l'ensemble de l'ancien réseau ferroviaire hanovrien à partir du 1er janvier 1868 (pour les trains de voyageurs, 1re classe = 6 groschens (de), 2e classe = 4,5 groschen, 3e classe = 3 groschen, mais 4e classe seulement 1½ groschen par mile (7 419 km) en tarif)